# Colette Caillat
Colette Caillat, née Colette Vidal à Saint-Leu-la-Forêt le 15 janvier 1921 et morte à Paris 15e le 15 janvier 2007,, est une linguiste française, spécialiste de l'Inde, et en particulier du jaïnisme.

## Formation
Agrégation de grammaire, diplômée en hindi de l’École nationale des Langues orientales vivantes (« Langues O' », actuel Inalco), et docteur ès lettres en 1965 (thèse de doctorat : Les expiations dans le rituel ancien des religieux Jaina), formée par Jules Bloch et Louis Renou

## Travaux
À l'Université Sorbonne-Nouvelle, Colette Caillat fut directrice de la section d’études indiennes. En 1981, comme président du groupe de recherche « Équipe de Philologie Bouddhique et Jaina », elle organise le premier symposium international Jaïn en dehors de l'Inde, à Strasbourg. Les actes du congrès sont publiés en 1983 (Indologica Taurinensia, Vol 11). 
Sa bibliographie comprend neuf monographies, la plupart concernant des textes jaïn, la direction d'ouvrage de huit livres, environ 90 articles et 190 compte-rendu d'ouvrage publiés dans des revues scientifiques.

## Publications scientifiques (sélection)

### Publications
- Les expiations dans le rituel ancien des religieux Jaina, Paris, E. de Boccard, 1965 (ISSN 0553-2876) (Thèse de doctorat)), Trad. en angl., Atonements in the Ancient Ritual of the Jaina Monks, t. 49, Ahmedabad, Lalbhai Dalpatbhai Institute of Indology, 1975.
- Pour une nouvelle grammaire du palī, vol. Conference, t. 4, Istituto di indologia, Università di Torino Istituto di indologia, 1970 p. (LCCN 74193626)
- « Le Jinisme », dans Henri-Charles Puech, Histoire des religions, Paris, Gallimard, coll. « Encyclopédie de la Pléiade », 1970, xxvii + 1486 (ISBN 2-070-10427-3), p. 1105 - 1145
- C. Caillat, A.N. Upadhye, Bal Patil, Jainism, New Delhi, Macmillan Co. of India, 1974 (LCCN 75905190)

- La cosmologie Jaïna  (Présentation de Colette Caillat d'après les documents recueillis par Ravi Kumar), Paris, Chêne/Hachette, 1981, 197 p. (ISBN 2-851-08290-6)Trad. en anglais, The Jain Cosmology, trad. K.R. Norman (en) , Delhi, (revised and enlarged edition), 2004.

- Pali Text Society, Caillat's Selected Papers, Bristol, Pali Text Society, 2011, 378 p. (ISBN 978-0-860-13479-4)Comprend 34 articles, 17 en français et 10 en anglais, plus sept comptes rendus de fascicules de of A Critical Pali Dictionary (édité par la PTS)

### Éditrice intellectuelle
- Jules Bloch (C. Caillat et P. Meile, éditeurs), Application de la cartographie à l’histoire de l’indo-aryen, Paris, Imprimerie Nationale, coll. « Cahiers de la société asiatique », 1963, 190 p. (ASIN B019ABF7J8)
- (de) Drei Chedasûtras des Jaina-Kanons : Ayâradasâo, Vavahâra, Nisîha  (Bearbeitet von Walther Schubring (en).  Mit einem Beitrag von Colette Caillat), Hambourg, De Gruyter, coll. « Alt- und Neuindische Studien » (no 11), 1966, 106 p. (ISBN 978-3-111-25431-9)
- Recueil d'articles de Jules Bloch 1906-1955  (Textes rassemblés par Colette Caillat), Paris, Collège de France, Institut de civilisation indienne, 1985, 557 p. (ISBN 978-2-868-03052-8)
- Colette Caillat (Dir.), Dialectes dans les littératures indo-aryennes. Actes du Colloque international organisé par l’UA 1058  Paris (Fondation Hugot) 16-18 septembre 1986, Paris, Collège de France, 1989, 578 p. (ISBN 978-2-868-03055-9, présentation en ligne)
- Nalini Balbir & Colette Caillat (Eds.), Proceedings of the World Sanskrit Conference, Helsink 2003, vol. 9 : Jaina Studies, Delhi, Motilal Banarsidass Publishers, 2004-2009

### Traductions
- Candâvejjhaya, La Prunelle-cible, Paris, Institut de civilisation indienne, 1971 (LCCN 75521774.) Introduction, Edition critique, Traduction, Commentaire.
- Yogîndu (trad. de l'apabhramsha et présenté par Nalini Balbir et Colette Caillat, préf. Bernard Sergent), Lumière de l'Absolu, Paris, Payot, Rivages, coll. « Petite Bibliothèque » (no 281), 1999, 189 p. (ISBN 978-2-743-60522-3)

### En l'honneur de C. Caillat
- (fr + en + de) International Association of Sanskrit Studies, Professor Colette Caillat - Felicitation Volume, Turin, Edizioni Jollygrafica, coll. « Indologica Taurinensia » (no XIV), 1988, 441 p.

## Distinctions

### Scientifiques
- L'Institut de France a créé la fondation Colette Caillat, qui a pour but d’honorer la mémoire et de mettre en œuvre les vœux confiés par Colette Caillat, membre de l’Institut, au professeur Nalini Balbir[6].

- En 2007, 1 000 copies du Yogasara de Yogindu[7] ont été distribuées gratuitement à l'honneur de Colette Caillat[8].

### Politiques
- Officier de la Légion d'honneur[4]
- Commandeur du Ordre national du Mérite[4]
- Commandeur de l'Ordre des Palmes Académiques (1987)[4]
- Élue membre de l'Académie des Inscriptions et Belles-Lettres[4]